# Chilindrina

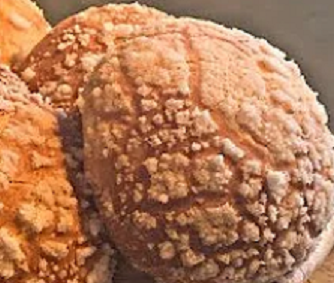
Chilindrina

Chilindrina é uma variedade de pão doce produzida no México. Esse pão é feito com farinha de trigo, levedura, ovos de galinha e canela, recebendo uma decoração de bolinhas de açúcar mascavo e canela, endurecida no forno (além de poder ser salpicado com açúcar cristal), o que dá aspecto de sardas à sua superfície. Por esse motivo, tornou-se uma alcunha comum nesse país para meninas com sardas no rosto.
As características deste pão inspiraram a criação da personagem Chiquinha (La Chilindrina, na versão original), da série El Chavo del Ocho (interpretada por María Antonieta de las Nieves).